# De sable et de sang (album de Murena)
 (mai 2017).
Si vous disposez d'ouvrages ou d'articles de référence ou si vous connaissez des sites web de qualité traitant du thème abordé ici, merci de compléter l'article en donnant les références utiles à sa vérifiabilité et en les liant à la section « Notes et références ».
Pour l’article homonyme, voir De sable et de sang.
De sable et de sang est le deuxième tome de la série de bande dessinée Murena, dont le scénario a été écrit par Jean Dufaux et les dessins réalisés par Philippe Delaby.

## Personnages
Par ordre d'apparition:
- Néron, fils de Gnaeus Domitius Ahenobarbus et d'Agrippine, adopté par l'empereur Claude. De naissance, il se nomme Lucius Domitius Ahenobarbus, mais sa mère revendique pour lui le nom Tiberius Claudio Nero
- Le dieu Mercure - peut-être une hallucination de Néron
- Agrippine, veuve de Claude et mère de Néron
- Pallas, esclave affranchi d'Aggrippine et son informateur
- Un esclave nubien gladiateur (il s'agit de Balba, personnage clé dans la série). Sauvé de la mort par Britannicus, il en conçoit une loyauté inébranlable pour celui-ci.
- Britannicus, fils de Claude et Messaline, alors adolescent. Il est épileptique.
- Draxius, esclave gladiateur, chargé par Agrippine d'assassiner sa rivale Lolia Paulina
- Acté, esclave vouée à la prostitution par Pallas et qui inspire à Néron un vif désir. Il l'enlève à son maître, puis il l'affranchit et en fait son amante.
- Lucius Murena, héros éponyme de la série, alors adolescent. Les intrigues de cour le touchent de plein fouet.
- Sénèque, précepteur et conseiller de Néron
- Domitia Lepida, tante paternelle de Néron
- Locuste, empoisonneuse gauloise aux ordres d'Agrippine
- Bacchus Soroctos, directeur d'une école de gladiateurs
- Massam, esclave à l'école de Bacchus Soroctos. Venu d'une mine en Silésie, il est doté t'un tempérament féroce et impitoyable.
- Pétrone, poète latin, ami de Lucius Murena
- Marcus Brutus, officier, assassiné dans les couloirs d'un lupanar
- Afranius Burrhus, chef du prétoire, qui jure fidélité à Néron
- D'innombrables esclaves

## Place de cet album
Cet épisode est le deuxième opus du Cycle de la Mère.

## Publication
- Dargaud, novembre 1999,  (ISBN 2-87129-173-X)